# Chirita heterotricha
Chirita heterotricha är en tvåhjärtbladig växtart som beskrevs av Elmer Drew Merrill. Chirita heterotricha ingår i släktet Chirita och familjen Gesneriaceae. Inga underarter finns listade i Catalogue of Life.